# Gustav Gurschner
 (décembre 2013).
Si vous disposez d'ouvrages ou d'articles de référence ou si vous connaissez des sites web de qualité traitant du thème abordé ici, merci de compléter l'article en donnant les références utiles à sa vérifiabilité et en les liant à la section « Notes et références ».
Gustav Gurschner, né le 28 septembre 1873 à Mühldorf am Inn et mort le 2 aout 1970 à Vienne, est un sculpteur autrichien.

## Biographie
Gustav Gurschner étudie à l'Académie des Beaux-Arts de Vienne sous la direction de August Kühne et de Otto König. Il séjourne ensuite à Munich et à Paris.
En 1898, il participe à l'exposition inaugurale de la Sécession viennoise à Paris, au salon de la Société nationale des beaux arts.
De 1904 à 1908, il fait partie du groupe d'artistes autrichiens de la Hagenbund. Comme Alexandre Charpentier et Jean Dampt en France, Gustav Gurschner s'inscrit dans un contexte général de renouveau des arts décoratifs. Il s'attache à créer des objets d'usage courant : cendriers, poignée de porte, encriers ou lampes électriques, en utilisant fréquemment des ressources expressives du corps féminin.
Son graphisme très élégant porte la marque d'une double appartenance culturelle : les lignes sinueuses de l'art nouveau français sont tempérées par la rigueur et le goût de la symétrie plus germanique.